# 楽運
楽 運（がく うん、540年 - 没年不詳）は、中国の南北朝時代の人物。字は承業。本貫は南陽郡淯陽県。

## 経歴
南朝梁の義陽郡太守の楽均の子として生まれた。若くして学問を好み、経書や史書を渉猟した。恭帝元年（554年）、西魏軍が梁の江陵を陥落させると、楽運は長安に連行された。親族の多くは奴隷に落とされ、楽運は長年のあいだ人に雇われて働き、親族の身柄を解放させた。また母と兄嫁に孝事して知られた。
北周の天和元年（566年）、夏州総管府倉曹参軍を初任とし、柱国府記室参軍に転じた。まもなく臨淄公唐瑾の推薦を受けて露門学士となった。たびたび武帝を諫めて、その多くは聞き入れられた。建徳2年（573年）、万年県丞に任じられた。武帝に皇太子宇文贇について評価を求められると、楽運は「中人である」と答え、「斉の桓公のように管仲が補佐すれば覇者となり、豎刁が補佐すれば国を乱し、善とも悪ともなることができる」と批評した。その回答は武帝の意にかなって、楽運は京兆郡丞に抜擢された。
宣政元年（578年）、武帝が死去して宇文贇（宣帝）が即位したが、葬儀が終わると喪が明けたことを天下に公告したため、楽運は礼制に反すると上奏したが、宣帝には聞き入れられなかった。赦令が連発されたため、古典を引いて諫めたが、また聞き入れられなかった。宣帝の8つの過失を述べて、宣帝の怒りを買ったが、元巌のとりなしで許された。
ときに鄭訳は楽運が私事の請託を受けつけなかったことを根に持っていた。大象2年（580年）、楊堅が丞相となり、鄭訳が長史となると、楽運は広州滍陽県令に左遷された。隋の開皇5年（585年）、毛州高唐県令に転じた。剛直な性格がきらわれて隋朝の中央で任用されず、発憤の情から夏殷以来の諫諍の故事を集めて、『諫苑』41巻にまとめた。

## 伝記資料
- 『周書』巻40 列伝第32
- 『北史』巻62 列伝第50